# Macrodasyidae
Macrodasyidae zijn een familie van de buikharigen. 

## Taxonomie
De volgende geslachten zijn bij de familie ingedeeld:
- Macrodasys Remane, 1924
- Thaidasys Todaro, Dal Zotto & Leasi, 2015
- Urodasys Remane, 1926